# Эсаси (Соя)
Эса́си (яп. 枝幸町 Эсаси-тё:) — посёлок в Японии, находящийся в уезде Эсаси округа Соя губернаторства Хоккайдо. Площадь посёлка составляет 1115,68 км², население — 8867 человек (30 июня 2014), плотность населения — 7,95 чел./км².

## Географическое положение
Посёлок расположен на острове Хоккайдо в губернаторстве Хоккайдо. С ним граничат посёлки Хаматомбецу, Накатомбецу, Бифука, Ому и село Отоинеппу.

## Население
Население посёлка составляет 8867 человек (30 июня 2014), а плотность — 7,95 чел./км². Изменение численности населения с 1980 по 2005 годы:
| 1980 | 13 633 чел. |  |
| 1985 | 12 932 чел. |  |
| 1990 | 11 819 чел. |  |
| 1995 | 11 144 чел. |  |
| 2000 | 10 509 чел. |  |
| 2005 | 9815 чел.   |  |